# غابة من السيقان (فلم)
غابة من السيقان فيلم مصري إنتاج 1974، بطولة محمود ياسين وميرفت أمين ومحمود عبد العزيز ونيللي. تدور أحداث الفيلم حول المحامي يدعي حمدي الذي كان مثاليا قبل ان يتعرف علي سميحة التي تتنهز غياب زوجها وتدعوه إلي المنزل لتكون معه علاقة عابرة معه ويحس حمدي بالذنب ويبدأ الشك يدخل قلبه بعد ان تتعرف زوجته علي سميحة التي تدعوهما لسهرة والشكوك تكاد ان تصيب حمدي بالجنون قبل ان يتفاقم الشك ليصبح مريضا نفسيا.

## وصلات خارجية
- صفحة الفيلم في السينما.كوم